# Tricentra neomysta
Tricentra neomysta là một loài bướm đêm trong họ Geometridae.